# Orthopelma japonicum
Orthopelma japonicum là một loài tò vò trong họ Ichneumonidae.